# Hans Roodenburg
Hans-Jaap Roodenburg (Voorburg, 1943) is een Nederlands econoom die bekend is geworden door zijn onderzoek naar de economische effecten van immigratie. Hij publiceerde in internationale wetenschappelijke tijdschriften, en van zijn hand is ook de tekst over het thema 'Veelkleurig Nederland' in de Canon van Nederland. Sinds 2021 schrijft hij over het thema immigratie voor Wynia's Week. Roodenburg studeerde economie aan de toenmalige Nederlandsche Economische Hoogeschool (thans Erasmus Universiteit) in Rotterdam.
Op het Centraal Planbureau (CPB), waar Roodenburg gedurende het grootste deel van zijn loopbaan werkzaam was, gaf hij onder meer leiding aan onderzoek dat zou uitmonden in de publicatie Immigration and the Dutch Economy (2003). Deze studie brengt de effecten van immigratie in kaart op de arbeidsmarkt, de overheidsfinanciën en de fysieke omgeving in Nederland. Belangrijke conclusies zijn: (1) de economische gevolgen van immigratie voor het land van bestemming zijn niet eenduidig positief of negatief, (2) immigratie biedt in de Nederlandse situatie geen oplossing voor de financiële gevolgen van de vergrijzing en (3) Immigratie verhoogt het BBP, maar dit voordeel komt vooral ten goede aan immigranten via loon. Het netto voordeel voor de bestaande bevolking is beperkt.
In 2021 was hij co-auteur van het rapport ‘Grenzeloze Verzorgingsstaat’. Dit rapport werd deels door Forum voor Democratie gefinancierd. De timing van de publicatie was doelbewust net voor de verkiezingen 'om het debat te beïnvloeden'. Het rapport heeft geen peer review ondergaan. Historicus Leo Lucassen noemde het rapport 'Grenzeloze Verzorgingsstaat' een "legitimatie van de xenofobe opvattingen van Thierry Baudet en de zijnen".